# Alessio Galletti
Alessio Galletti (Cascina, 26 de março de 1968 — Oviedo, 15 de junho de 2005) foi um ciclista de estrada italiano. Ele faleceu de insuficiência cardíaca, enquanto estava correndo na Subida al Naranco, a 15 km da linha de chegada.